# زائدة دودية

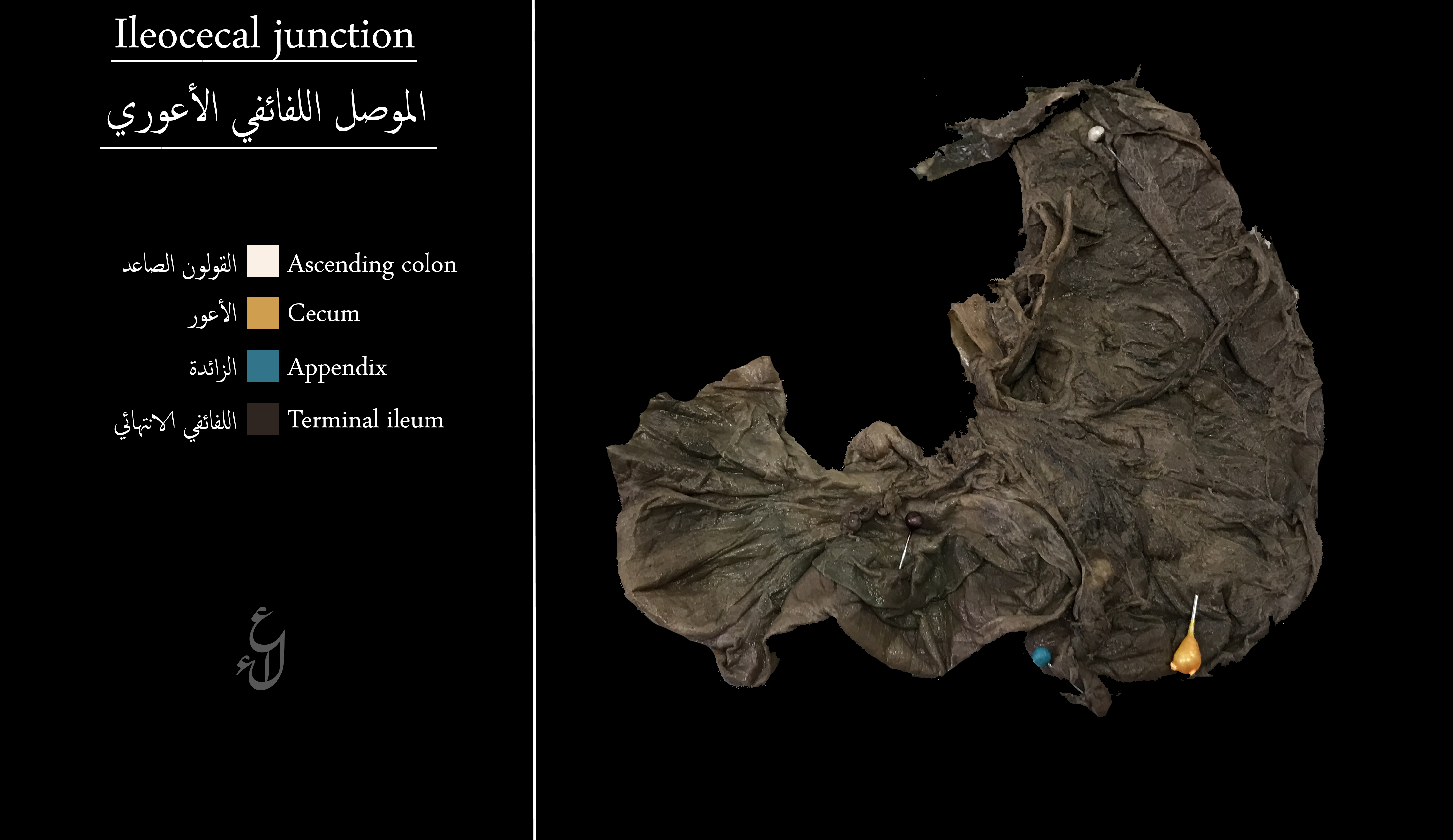
الموصل اللفائفي الأعوري (تظهر الزائدة باللون الأزرق)

الزائدة الدودية (بالإنجليزية: Vermiform appendix)‏ هي زائدة صغيرة في الربع السُفلي الأيمن من البطن ،في نهاية المصران الأعور، اسطوانية الشكل، مسدودة النهاية، تقع في بداية الأمعاء الغليظة، ولها فائدة مناعية حيث أن بها نسيجاً لمفاوياً يعمل على تصفية البكتيريا والفيروسات الدخيلة وتكوين مناعة ضدها.
المصران الأعور يشبه شكله الحقيبة الخارجة من القولون، وتقع بين تقاطع الأمعاء الغليظة والأمعاء الدقيقة، وتتفرع منها الزائدة الدودية غير معروفة الوظيفة الحقيقية؛ لكنها تلعب دوراً في المناعة المخاطية أو كموقع تخزين لمواد هضم النباتات التي تزود الأمعاء بها إذا لزم الأمر.
يصاحب التهابها حدوث الم شديد حول السرة يختفي مع الضغط على البطن ويعود بشدة بعد رفع الضغط، الاستجابة الطارئة تتضمن منع المريض من الاكل والشرب او الملينات التي تسبب الاسهال مع الجلوس بوضعية فولر ويطلب الرعاية الطبية فورا

## البُنية (الشكل)
مُعدل طول الزائدة الدودية في الإنسان 11 سم، لكن من الممكن أن يتراوح طولها بين (2-20 سم). ويتراوح قُطرها عادةً بين (7-8 ملم). وأطول زائدة دودية تم إزالتها من مريض في زغرب في كرواتيا وصل طولها لـ(26 سم). وعملية فتح الزائدة الدودية يُشرف عليها صمام غرلاخ، الذي سُمي باسم عالم التشريح الألماني جوزيف فون غيرلاخ. يتكون هذا الصمام من طيّة غشاء مخاطي نصف دائري.
تقع الزائدة الدودية في الربع السُفلي الأيمن من البطن، بالقرب من عظم الورك الأيمن.

### الاختلافات
تخضع قمة الزائدة الدودية لنطاق من الاختلافات بين البشر ولذلك قد توجد في أحد المواضع التالية:
1. خلف الأعور (يسمى أيضا بالموضع خلف القولوني)
2. قد تتدلى باتجاه الجدار الأيمن للحوض ويسمى بالموضع الحوضي.
3. تحت الأعور.
4. أمام الجزء الانتهائي لللفائفي (الموضع أمام اللفائفي).
5. خلف الجزء الانتهائي لللفائفي (الموضع خلف اللفائفي).

## الوظيفة
الزائدة الدودية لها وظيفة مناعية لاحتوائها على أجربة لمفاوية غزيرة تشارك جهاز المناعة بإفراز الغلوبولينات المناعية.

### فوائد الزائدة الدودية
تغير الأعتقاد السائد بأن الزائدة الدودية ليس لها فوائد وإنها الطفيلية والكوليرا والزحار والإسهالات، بعد أن تكون هذه الإصابات ومعالجتها قد قلًص أعداد البكتيريا في الأمعاء.

## الزائدة من المنظور التطوري

### كعضو أَثري (ضامر)
ساد اعتقاد بأن الزائدة الدودية للبشر جسم ضامر، وأنه خسِر كُل أو مُعظم وظيفته الأصلية خلال عملية التطور. وقد اقترح آخرين أن تكون الزائدة مُنكمشة عن الأعور وقد عثر على هذا الدليل في سلف بعيد من البشر، في سنة 2013 فندت دراسة فكرة وجود علاقة عكسية بين حجم الأعور وحجم الزائدة الدودية ووجودها. الزائدة الدودية موجودة عند أغلب الحيوانات العاشبة، التي يوجد فيها بكتيريا تكافلية تساعد على هضم السليولوز الموجود في النبات.
الزائدة موجودة بشكل واسع في فوق رئيسيات وتطورت أيضا بشكل تقاربي في ثنائيات الأسنان الأمامية وشقبانيات، وكظاميات، وهي متنوعة بشكل كبير بالحجم والشكل.
وقد وضع تشارلز داروين سيناريو مُحتمل للتطور الوظيفي للأعور إلى الزائدة الدودية الحالية. وأشار إلى أن الزائدة كانت تستخدم لهضم أوراق الأشجار كما في القرود. وقد يكون الجهاز أَصبح ضامر في البشر الأوائل ليتحور إلى لا شيء أثناء عملية التطور. ويَدعم هذه النظرية طول الأعور في الحيوانات العاشبة مثل الكوالا والحصان. وتستخدمه الكوالا بشكل رئيسي في هضم السليولوز. وكذلك البشر الأوائل اللذين كان نظامهم الغذائي غني بأوراق الشجر، وعندما بدأ الإنسان بتناول أطعمة أكثر سهولة للهضم وأقل اعتماداً على النباتات المحتوية على السيليلوز؛ أصبح الأعور أقل ضرورة للهضم وأدى ذلك لحدوث طفرات. وأُقترح أن الأليلات أصبحت أكثر تواتراً واستمر الأعور بالتقلص. وبعد ملايين السنيين تدهور الأعور مرة واحدة ليصبح زائدة دودية كالحالية.

## الأهمية السريرية

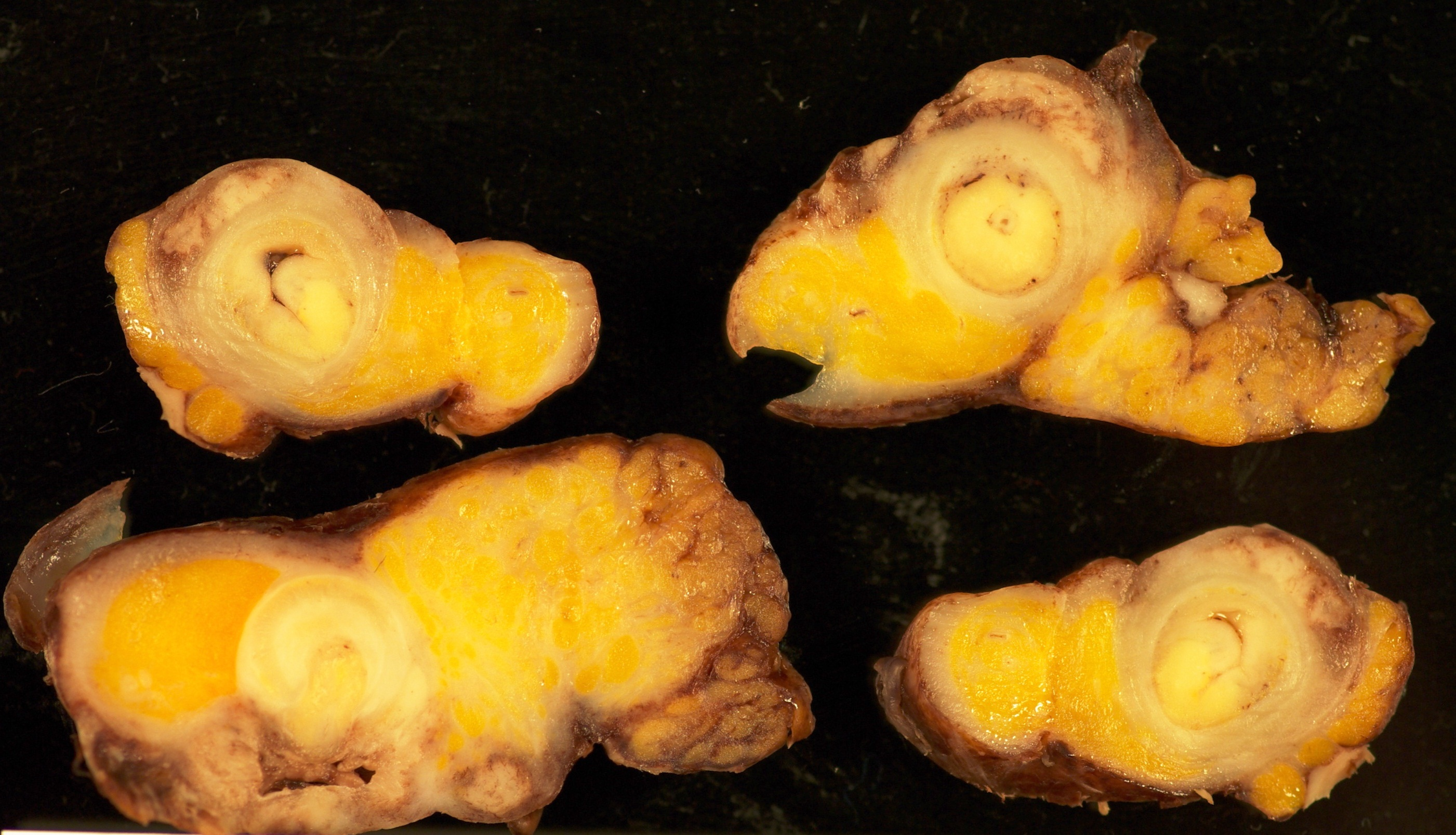
ورم الزائدة الدودية

الأمراض الأكثر شيوعاً في الزائدة الدودية عِند الإنسان هي التهاب الزائدة الدودية وسرطان الزائدة. ويمثل سرطان الزائدة الدودية ما نسبته 1:200 من كل الأورام في الجهاز الهضمي.

### التهاب الزائدة الدودية
التهاب الزائدة الدودية هي حالة التهاب لهذا العضو. غالباً ما يبدأ بألم في وسط البطن.
باللاتينية(appendicitis)
إذا حدث وأن التهبت الزائدة الدودية (مثلما يحدث لأي جزء من الجسم) فيجب حينئذ علاجه، ونظراً لخطورة الحالة وأهمية الوقت في علاجها ولمنع التهابها مرة أخرى يجب استئصالها بعملية جراحية، فالالتهاب له مضاعفات خطيرة قد تنفجر الزائدة الدودية وقد يسبب الوفاة في الحالات الشديدة.

## أسباب التهاب الزائدة الدودية

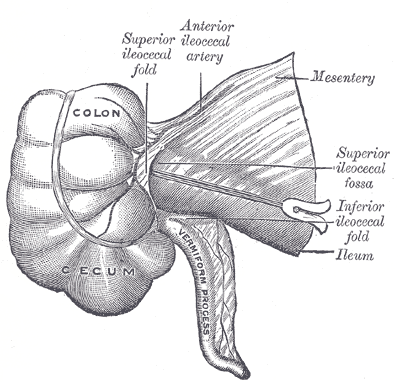
صورة توضيحية

الأسباب غير معروفة وعادة ما يكون بالبكتريا الموجودة في السبيل المعوي وانسداد مدخل الزائدة الدودية الذي هو نقطة التقائها مع المصران الأعور قد يحدث بمحتويات السبيل المعوي المتحركة أو تقلص في الأنسجة يؤدي إلى تضيق في مدخل الجيب. وعندما يتفاقم الانسداد بتكاثر بكتيري تصبح الزائدة منتفخة وملتهبة ومليئة بالقيح.
أحيانًا يكون التهاب الزائدة الدودية ناتج عن بكتيريا منقولة اليها عن طريق الدم ويصبح التهاب الزائدة عندها جزء من التهاب شامل لعدد من الأعضاء الأخرى وعادة مايكون هذا النوع أقل شدة وفرص انفجار الزائدة أقل من النوع الانسدادي.

## الأعراض والدلائل
- ألم يبدأ حول السرة ثم يتحرك باتجاه الربع البطني السفلي الأيمن. حيث يصبح الألم متواصل ومحدد. ويسوء بالحركة، التنفس العميق، الكحة، العطس، المشي أو لمس مكان الألم
- الغثيان
- حمى منخفضة تبدأ عقب ظهور الأعراض السابقة
- امساك وعدم القدرة على إخراج الغازات
- اسهال
- ألم عند الضغط في الربع البطني السفلي الأيمن خاصة عند نهاية ثلث المسافة بين السرة وعظمة الحوض
- انتفاخ البطن وهي علامة متأخرة.

## الوقاية
لا يوجد إجراءات وقائية معينة سوى إجراء العملية الجراحية وإزالتها نهائيا في اقرب فرصة.

## علاج الزائدة الدودية
عادة يكون الالتهاب قابلا للعلاج بالجراحة ولكن إذا لم يعالج بتاتاً فإن انفجار الزائدة الدودية قاتل.
هل يوجد إجراءات عامة يجب اتخاذها؟
الفحوصات التشخيصية قد تشمل فحص الدم المخبري والذي يوضح ارتفاع في تعداد الكريات البيضاء وتحليل البول لاستبعاد وجود التهاب في الجهاز البولي والذي يشابه في أعراضه أعراض التهاب الزائدة الدودية
إذا كان التشخيص غير يقيني ينصح بأخذ درجات الحرارة كل ساعتين وتدوينها

## استئصالها جراحيا

### الإجراء الجراحي
يمكن للجراح اليوم أن يجري استئصالاً للزائدة بإحدى هاتين الطريقتين:
1. عملية مفتوحة: يجري الجراح في هذه العملية شقاً صغيراً بطول 4 – 5 سم عبر الجلد، بعدها تفصل عضلات جدار البطن مظهرة البريتون وهو غشاء في الجدار البطني يقص ليظهر المصران الأعور ذلك الجزء من الأمعاء الغليظة الذي تتصل به الزائدة. وبعد تحريك الأمعاء الدقيقة جانباً، تتحرر الزائدة بحذر من التركيبات المحيطة بها وتربط الأوعية الدموية المحيطة بالمكان. عندها، تربط الزائدة وتستأصل ثم ترسل إلى مختبر علم الأمراض للفحص . ويدفن ما بقي من الزائدة بعد الاستئصال في المصران الأعور. أخيراً .. تغلق الشقوق في غشاء البريتون والجدار العضلي والجلد، عن طريق الخياطة أو التدبيس .
2. عملية المنظار: يستخدم المنظار لرؤية التجويف البطني من الداخل أثناء قيام الجراح بإزالة الزائدة .

وهو عبارة عن أنبوب معدني طويل ذو عدسة متصلة بكاميرا تلفزيونية مما يمكن الجراح من ممارسة عملية استئصال الزائدة مباشرة عبر شاشة التلفزيون .
كما تستخدم أدوات جراحية تدخل في فتحات صغيرة لإزالة الزائدة . وتعتبر هذه العملية خيارا أكثر أمانا من العملية المفتوحة .
ويبدو حالياً أنه لا يوجد فرق بين الطريقتين من حيث التكاليف، ومدة بقاء المريض في المستشفى، أو نسبة الالتهاب.
مع ذلك قد تسمح عملية المنظار للمريض أن يعود لممارسة نشاطه الطبيعي أكثر سرعة من العملية المفتوحة، لكنها لا تطبق على كل مريض .
ويرجع القرار للمريض وللطبيب في إجرائها.
بصرف النظر عن نوعية عملية، فمن المتوقع شعور المريض بآلام ما بعد جراحة استئصال الزائدة الدودية وذلك ما يستوجب قسطاً من المسكنات .

### علاجات دوائية
لا ينصح بأخذ أي مسهلات، حقن شرجية أو مسكنات للألم. المسهلات قد تسبب انفجار الزائدة الدودية كما أن المسكنات وخافضات الحرارة تصعب من عملية التشخيص
مسكنات الألم تعطى بعد إجراء العملية
مضادات حيوية إذا وجد تلوث جرثومي.

## بماذا ينصح قبل وبعد العلاج
- الراحة على السرير أو الكرسي حتى إجراء العملية
- مزاولة النشاطات الاعتيادية تدريجياً بعد العملية
- لا ينصح بأكل أو شرب أي شيء قبل التشخيص لأن التخدير في الجراحة أكثر أماناً إذا كانت المعدة خالية. في حالة العطش الشديد ينصح بغسل الفم بالماء
- وجبات سائلة تعقب العملية لفترة قصيرة

## مضاعفات إذا لم يتم التدخل جراحيا
انفجار الزائدة الدودية وتكون الصديد والتهاب الغشاء البريتوني وهذه هي المضاعفات الأكثر شيوعاً بين المرضى.